# サリフ・ケイタ (ミュージシャン)
サリフ・ケイタ（Salif Keïta、1949年8月25日 - ）は、マリ出身のシンガーソングライター。アフリカの伝統音楽と現代的なサウンドを融合させた独自の音楽性は世界的に評価が高い。アルビノのミュージシャンとしても有名。

## 略歴
裕福な貴族の家に生まれ、古代マリ帝国王家の直系スンジャタ・ケイタの子孫に当たる。しかしアルビノにより生まれ持った白い肌は、社会から迫害とも言える差別をもたらした。一族からも追放同然の差別を受け、若き日の生活は貧しかったという。
幼少期より音楽の才能を示し、1967年にミュージシャンを志して首都バマコに移り住んだ。
1970年、マリの国民的バンド、Orchestre Rail Band De Bamako（レイル・バンド）にボーカリストとして参加。1973年には、そのライバルであったLes Ambassadeurs Du Motel De Bamako（アンバサデュール）に移籍。1978年には自作曲である「Mandjou」をヒットさせるなどの活躍を見せた。1982年にアンバサデュールを脱退。
1984年にはフランス・パリに拠点を移し、1987年にアルバム『ソロ』でソロデビュー。エレクトロ・サウンドを駆使した「マンデポップ」と呼ばれたこのアルバムによって、アフリカ以外での人気を獲得し、ヨーロッパ・ツアーも実現した。1989年には初来日公演を行う。
以降も精力的に音楽活動を続け、またアルビノの人々の支援する活動も積極的に行っている。

## 音楽作品
- 『ソロ』 - Soro（1987年）
- 『コヤン』 - Ko-Yan（1989年）
- 『アメン』 - Amen（1991年）
- 『フォロン』 - FolonKo-Yan（1995年）
- 『ソジィ』 - Sosie（1995年）※フレンチ・ポップのカバー・アルバム
- 『パパ』 - PaPa（1999年）
- 『モフー』 - Moffou（2002年）
- 『ムベンバ』 - M'Bemba（2005年）
- 『ラ・ディフェロンス』 - La Différence（2009年）
- 『タレ』 - Talé（2012年）
- 『アン・オート・ブランク』 - Un Autre Blanc （2018年）
- 『ソ・コノ』 - SO KONO （2025年）